# IC 4767
IC 4767 је лентикуларна галаксија у сазвјежђу Паун која се налази на листи објеката дубоког неба у Индекс каталогу.
Деклинација објекта је - 63° 24' 19" а ректасцензија 18h 47m 41,8s. Привидна величина (магнитуда) објекта IC 4767 износи 13,5 а фотографска магнитуда 14,4. Налази се на удаљености од 58,325 милиона парсека од Сунца. IC 4767 је још познат и под ознакама ESO 104-10, AM 1842-632, DRCG 51-12, PGC 62427.